# يانغ فان (لاعب كرة قدم)
يانغ فان (بالصينية: 杨帆) (28 مارس 1996 في الصين - ) هو لاعب كرة قدم صيني في مركز الدفاع.

## وصلات خارجية
- يانغ فان (لاعب كرة قدم) على موقع قاعدة بيانات كرة القدم.إي يو (الإنجليزية)
- يانغ فان (لاعب كرة قدم) على موقع Soccerway.com (الإنجليزية)